# Haora
Haora é uma cidade no distrito de Haora, no estado indiano de Bengala Ocidental no extremo leste da Índia.

## Geografia
Haora está localizada a 22° 34′ 25″ N, 88° 19′ 30″ L. Tem uma altitude média de 12 metros (39 pés).

## Demografia
Segundo o censo de 2001, Haora tinha uma população de 1 008 704 habitantes. Os indivíduos do sexo masculino constituem 54% da população e os do sexo feminino 46%. Haora tem uma taxa de literacia de 77%, superior à média nacional de 59,5%: a literacia no sexo masculino é de 81% e no sexo feminino é de 73%. Em Haora, 9% da população está abaixo dos 6 anos de idade.

## Meio ambiente
Pela produção de minério de ferro, a região é altamente poluída e tem uma péssima qualidade de ar.